# Adolf von Inffeld
Adolf von Inffeld (* 1. März 1873 in Wien; † 28. Juni 1948 in Graz) war ein österreichischer Architekt.

## Leben
Adolf von Inffeld besuchte zunächst die k.k. Staatsgewerbeschule in seiner Geburtsstadt Wien. Dort war er ein Schüler von Camillo Sitte und Julius Deininger. Danach studierte er von 1892 bis 1896 an der Akademie der bildenden Künste Wien bei Otto Wagner und Carl von Hasenauer. Er schloss Otto Wagners „Specialschule“ mit dem Entwurf eines Doppeltheaters ab, für den er mit dem Pein-Preis ausgezeichnet wurde. Nach dem Studium arbeitete er in den Ateliers der Architekten Franz von Neumann und Friedrich Dietz von Weidenberg. Außerdem war er beim Hochbaudepartement des Niederösterreichischen 
Landes-Bauamts tätig. Von 1898 bis 1907 unterrichtete er an der Baugewerbeschule in Bozen. Ab 1908 unterrichtete er an der Baugewerbeschule in Graz. Auf seine Anregung hin wurde die Schule in die Bundeslehranstalt für das Baufach und Kunstgewerbe Graz umgestaltet. Von 1919 bis 1934 war er Direktor der Schule.
Adolf von Inffeld bemühte sich mit Viktor von Geramb um die Heimatschutzarchitektur in der Steiermark. Er war 1909 eines der Gründungsmitglieder des Steiermärkischen Vereines für Heimatschutz. Gleichzeitig gehörte er aber auch zu den Vertretern der moderneren Wiener Architekturströmung (Secession).

## Realisierungen

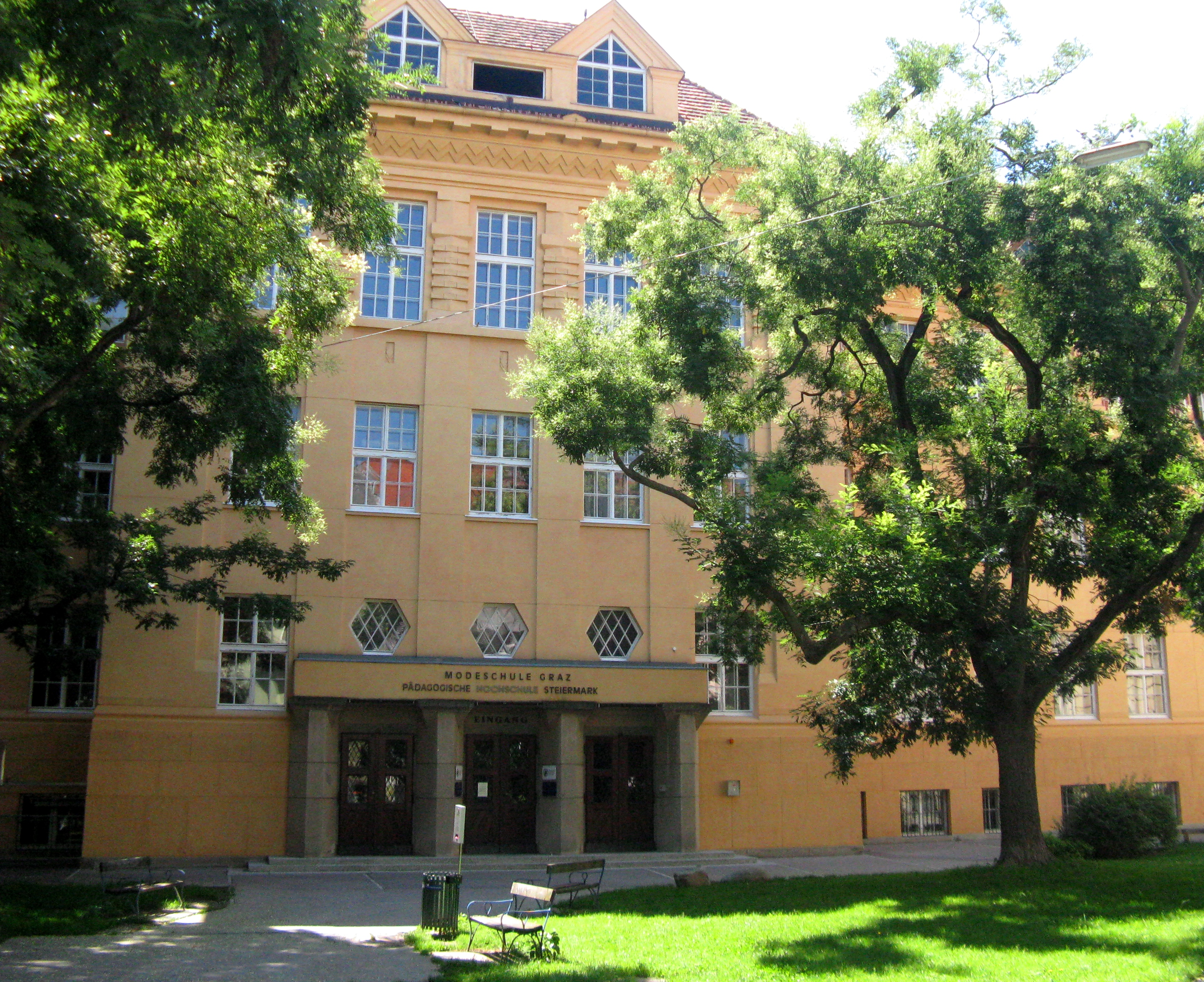
Von Adolf von Inffeld entworfenes Schulgebäude am Ortweinplatz in Graz, eines seiner Hauptwerke

- 1902 Wohnhaus (mit Rudolf Santoll) in Wieden, Trappelgasse 9–11
- 1911/1912 Bachmann-Kolonie am Leonhardbach in Graz
- 1915 Landhaus in Köflach
- 1915 Bürgerschule in Rottenmann
- 1923 Volksbad in Voitsberg
- 1926–1930 Neubau der Bundeslehranstalt für das Baufach und Kunstgewerbe Graz am Ortweinplatz